# Chicago Picasso
El Chicago Picasso (a menudo solo El Picasso) es una escultura monumental sin título de Pablo Picasso en Daley Plaza en Chicago, Illinois . El Picasso «precipitó un cambio estético en la planificación cívica y urbana, ampliando la idea de arte público más allá de lo conmemorativo».
La escultura de acero corten, dedicada el 15 de agosto de 1967, en la plaza cívica del Chicago Loop, mide 50 pies (15,2 m) de altura y pesa 162 toneladas cortas (147 t). La escultura cubista de Picasso fue la primera obra de arte pública importante en el centro de Chicago y se ha convertido en un hito muy conocido. De acceso público, es conocido por tentar a la gente a colgarse de ella como si fueran barras de mono. A los visitantes del Daley Plaza a menudo se les puede ver trepando y deslizándose por la base de la escultura. 
La escultura fue encargada por los arquitectos del Richard J. Daley Center en 1963. El encargo se materializó gracias al arquitecto William Hartmann del estudio de arquitectura de Skidmore, Owings and Merrill. Picasso completó una maqueta de la escultura en 1965 y dio em visto bueno a un modelo final de la escultura en 1966. El coste de construcción de la escultura fue de $ 351,959.17 (equivalente a $ 2.7 millones en 2018 ), pagado principalmente por tres fundaciones caritativas: Woods Charitable Fund, Chauncey and Marion Deering McCormick Foundation y Field Foundation of Illinois. Al propio Picasso se le ofreció el pago de 100.000 dólares, pero se negó a aceptarlos, afirmando que quería donar su obra.

## Historia
Un arquitecto que trabajó en el proyecto del Daley Center, Richard Bennett, le escribió a Picasso un poema pidiéndole que hiciera la escultura. Picasso aceptó diciendo «sabes que nunca acepto ningún tipo de encargo, pero en este caso estoy involucrado en proyectos para las dos grandes ciudades gángsters» (la otra es Marsella, Francia). Picasso rechazó el pago de $ 100,000, considerando su trabajo como un regalo para la gente de Chicago.
La escultura fue fabricada por la división American Bridge Company de la United States Steel Corporation en Gary, Indiana, utilizando acero corten, antes de ser desmontada y reubicada en Chicago. El acero para esta estatua se laminó en el laminador de chapa gruesa USS Gary Works de 160/210 pulgadas, entonces el mayor laminador de su clase en el mundo. Antes de que comenzara la fabricación de la escultura de acero final, se construyó un modelo de madera de 3,5 metros de altura para que Picasso lo aprobara, que finalmente se envió al Gary Career Center. Se inició la construcción de la escultura en Daley Plaza el 25 de mayo de 1967.
Los esfuerzos de la ciudad de Chicago para dar publicidad a la escultura –organizar una serie de eventos de prensa antes de que se completara la escultura y exhibir la maqueta sin un aviso de derechos de autor– se citaron como evidencia en un caso de la Corte de Distrito de los Estados Unidos de 1970, donde el juez dictaminó que las acciones de la ciudad habían dado como resultado que la escultura se dedicara al dominio público.

## Polémica
La escultura fue recibida inicialmente con polémica. Antes de la escultura de Picasso, las obras de arte escultóricas públicas en Chicago eran principalmente de personajes históricos. Un concejal de Chicago, el mordaz John Hoellen, propuso de inmediato reemplazarlo con una estatua de Ernie Banks, y el publicista Algis Budrys erigió un pepinillo gigante en el sitio propuesto para su cliente, Pickle Packers International. Se especuló sobre el tema elegido para la escultura, que ha ido desde un pájaro, o un oso hormiguero hasta el perro lebrel afgano mascota de Picasso, una cabeza de babuino, la deidad egipcia Anubis, o Sylvette David, una de sus modelos. 
El columnista Mike Royko, que cubría la inauguración de la escultura, escribió: «Estoy seguro de que es un diseño interesante. Pero la verdad es que tiene una cara alargada y estúpida y parece un insecto gigante que está a punto de comerse un insecto más pequeño y débil». Royko sí reconoció el mérito de Picasso de comprender el alma de Chicago: «Sus ojos son como los ojos de todos los propietarios de barrios marginales que ganaron dinero con los pequeños y los débiles. Y de cada inspector de edificios que tomó un fajo del propietario de un barrio bajo para hacerlo posible... Uno pensaría que había estado montado en la L toda su vida».

## Inspiración

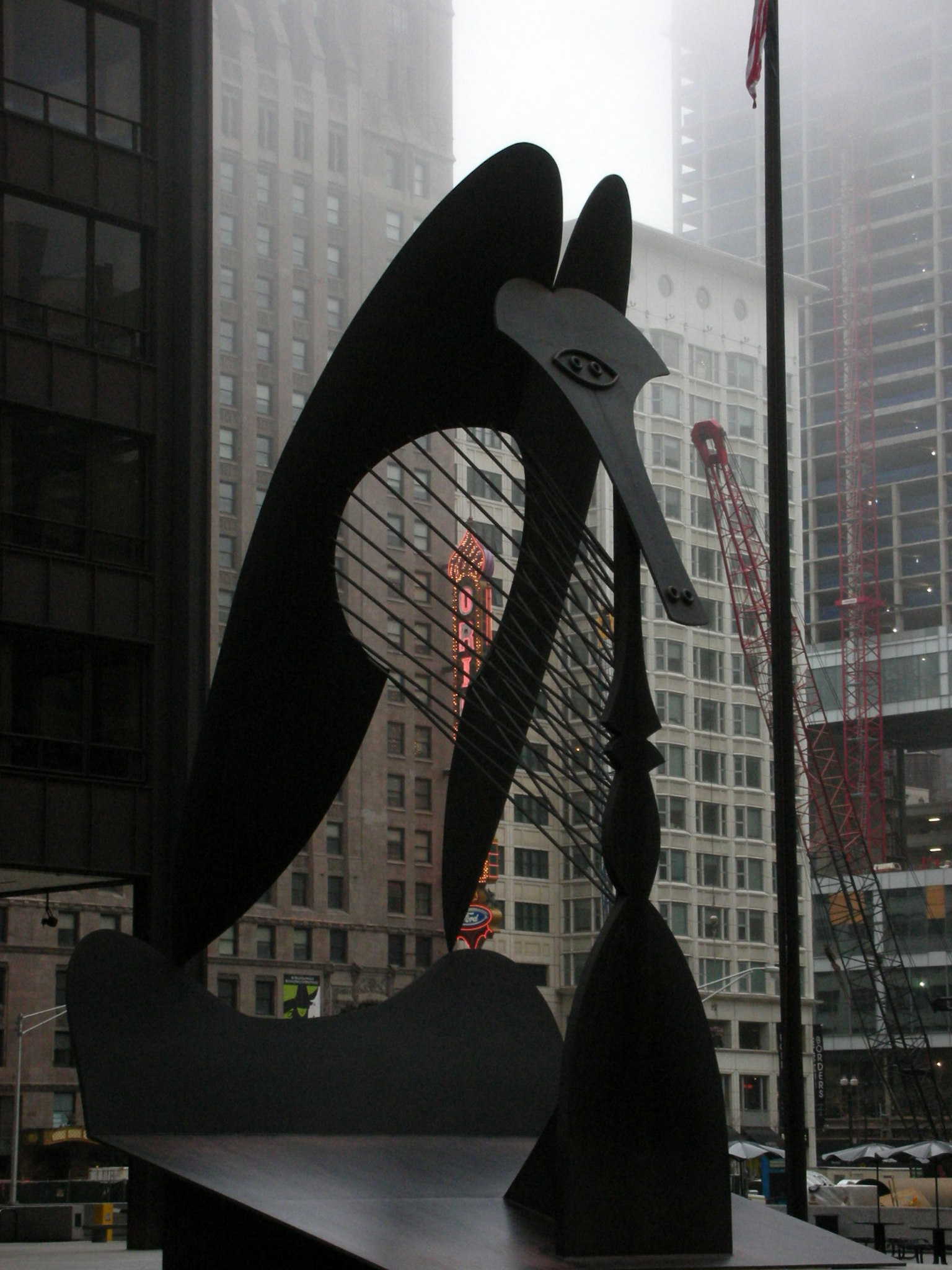
Vista tomada en 2007

Aunque Picasso nunca explicó qué pretendía representar la escultura, es posible que se haya inspirado en una mujer francesa, Sylvette David, ahora conocida como Lydia Corbett, que posó para Picasso en 1954. Luego, con 19 años y viviendo en Vallauris, Francia, Corbett acompañaba a su novio artista mientras entregaba sillas hechas de metal, madera y cuerda. Una de esas entregas fue para Picasso, quien quedó impresionado por su coleta alta y su cuello largo. «Hizo muchos retratos de ella. En ese momento, la mayoría de la gente pensó que estaba pintando a la actriz Brigitte Bardot. Pero, de hecho, se inspiró en [Corbett]», dijo el nieto de Picasso, Olivier Widmaier Picasso, al Chicago Sun-Times en 2004. 
«Creo que la Escultura de Chicago se inspiró en ella», dijo el nieto, autor de Picasso, The Real Family Story. Picasso hizo 40 obras inspiradas en ella, dijo el nieto, incluida La chica que dijo que no, reflejando su relación platónica. La calidad de la escultura de Picasso inspiró a otros artistas como Alexander Calder, Marc Chagall, Joan Miró, Claes Oldenburg y Henry Moore . 

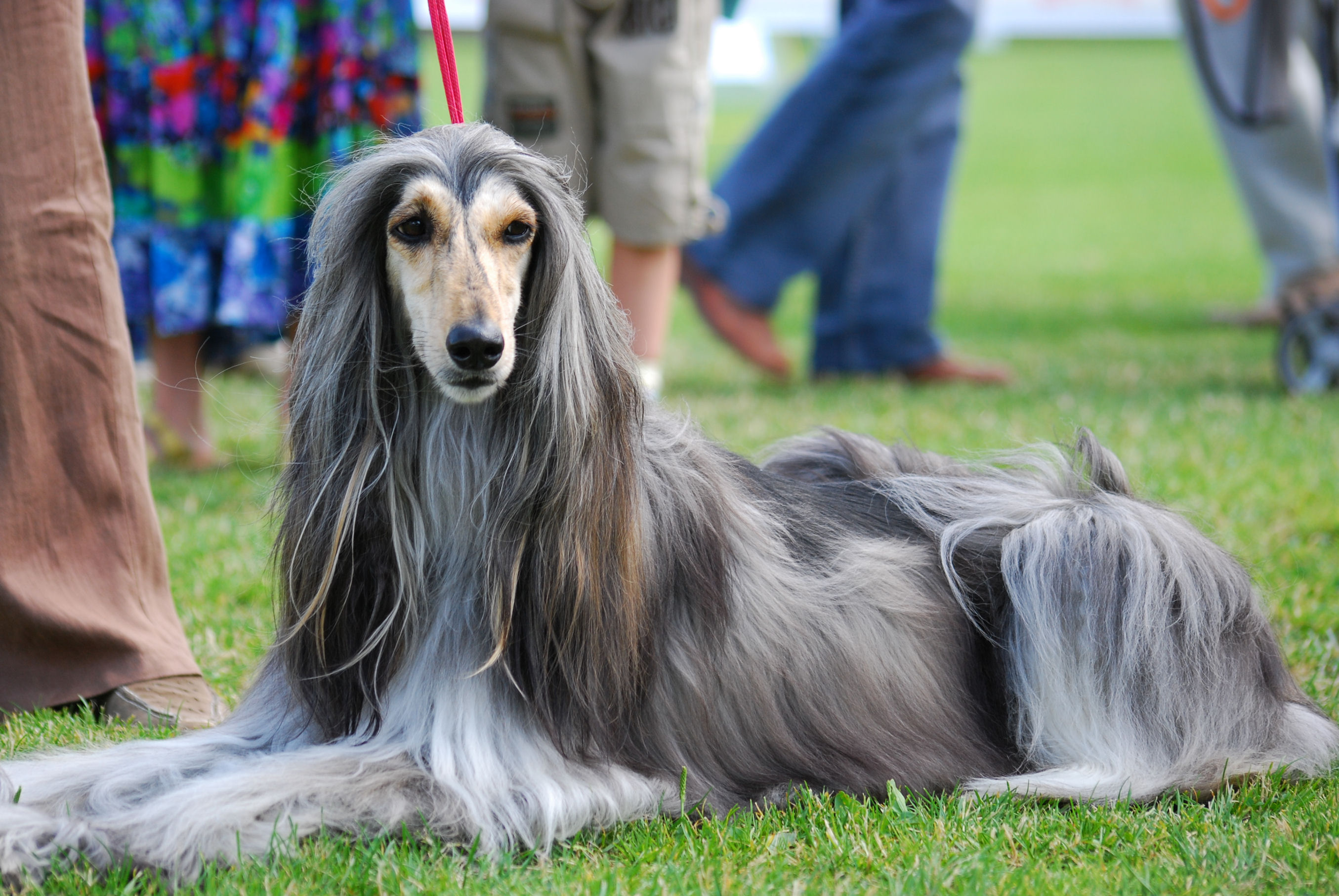
Un perro lebrel afgano

Esta escultura también se ve como una réplica abstracta de un perro afgano. Picasso tenía un perro Dachshund, llamado Lump, que era el antiguo compañero de un perro afgano propiedad del amigo de Picasso, David Douglas Duncan . En la década de 1970, Jacqueline Picasso le explicó a Neil Thomas, una señora australiana, que era simplemente un babuino macho visto de frente. «A Picasso le encantaba la forma en que la criatura cambiaba cuando la veías desde diferentes ángulos». Fue parte de una continuación de su inspiración de toda la vida por África. 
Hubo un diálogo continuo entre la escultura de Picasso y su pintura. Otra posible influencia podría estar en sus retratos de la propia Jacqueline, realizados a principios de la década de 1960, específicamente Busto de mujer (Jacqueline) de mayo de 1962 (Zervos XX, 243, colección privada).

## Cultura local y pop

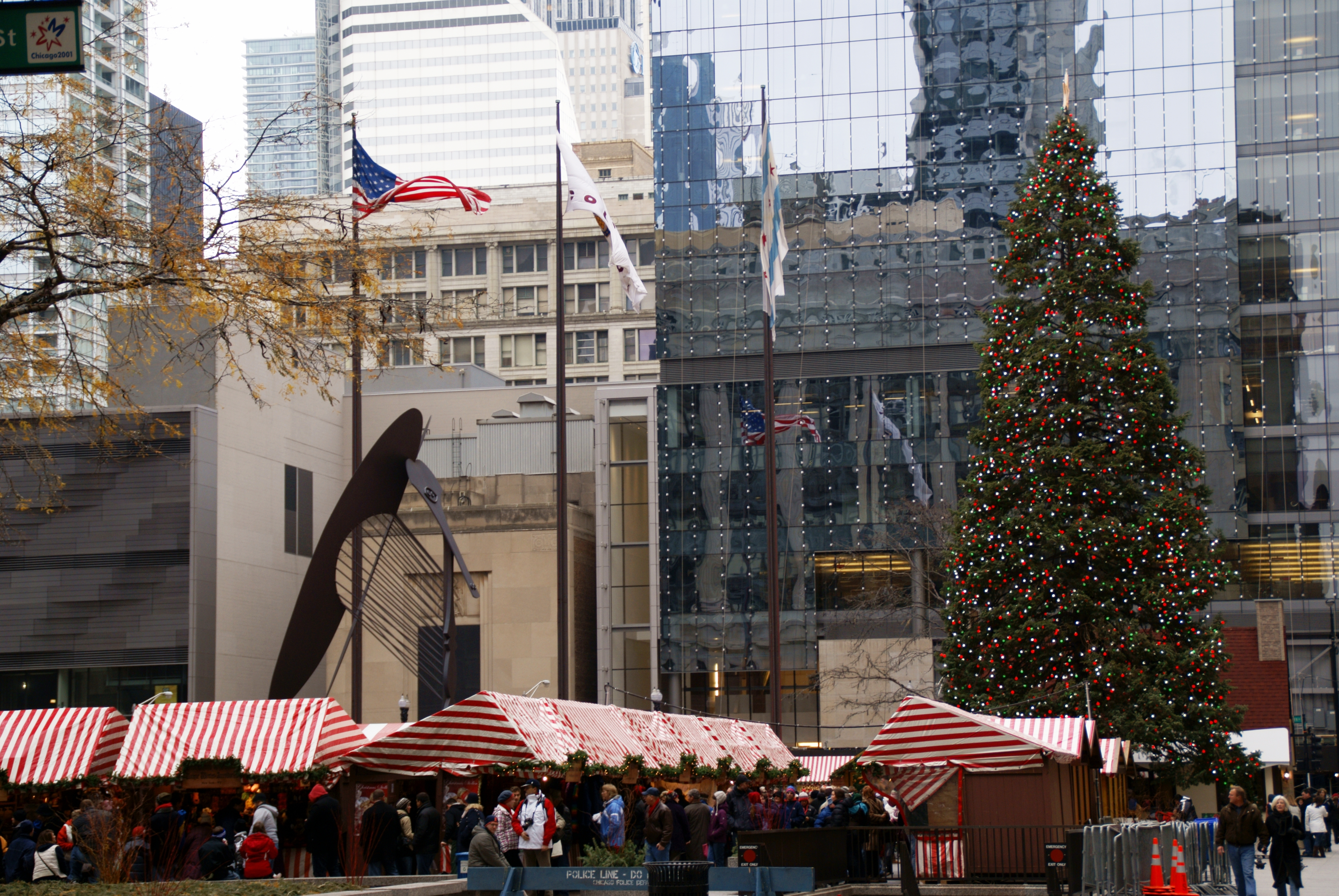
Chicago Picasso y mercado navideño.

El Picasso fue el escenario de una conferencia de prensa el 23 de agosto de 1968 en la que los yippies Jerry Rubin, Phil Ochs y otros fueron arrestados después de nominar a un cerdo, Pigasus, para presidente de los Estados Unidos. Este evento se llevó a cabo justo antes de la apertura de la Convención Nacional Demócrata de 1968, que se hizo conocida por sus protestas contra la Guerra de Vietnam.
La escultura fue mencionada (y aparece) en la película de 1980 The Blues Brothers durante la escena de persecución que conduce al Centro Richard J. Daley. También se puede ver brevemente en la película de 1993 El fugitivo, con Harrison Ford interpretando a Richard Kimble, y sus perseguidores corriendo por la plaza, y en la película de 1986 Ferris Bueller's Day Off como personas dentro y debajo de un podio de honor bailando una canción, cantada por Matthew Broderick, quien interpreta a Bueller. La escultura también aparece en la película Interferencias 1988 protagonizada por Kathleen Turner, Burt Reynolds y Christopher Reeve. 
Hoy, el Chicago Picasso se ha convertido en un conocido lugar de encuentro para los habitantes de la ciudad. Dependiendo de la temporada y la época del mes, hay actuaciones musicales, mercadillo agrícola, un mercado navideño y otros eventos que se llevan a cabo alrededor de la estatua de Picasso frente a Daley Plaza. 